# Air Cargo Carriers

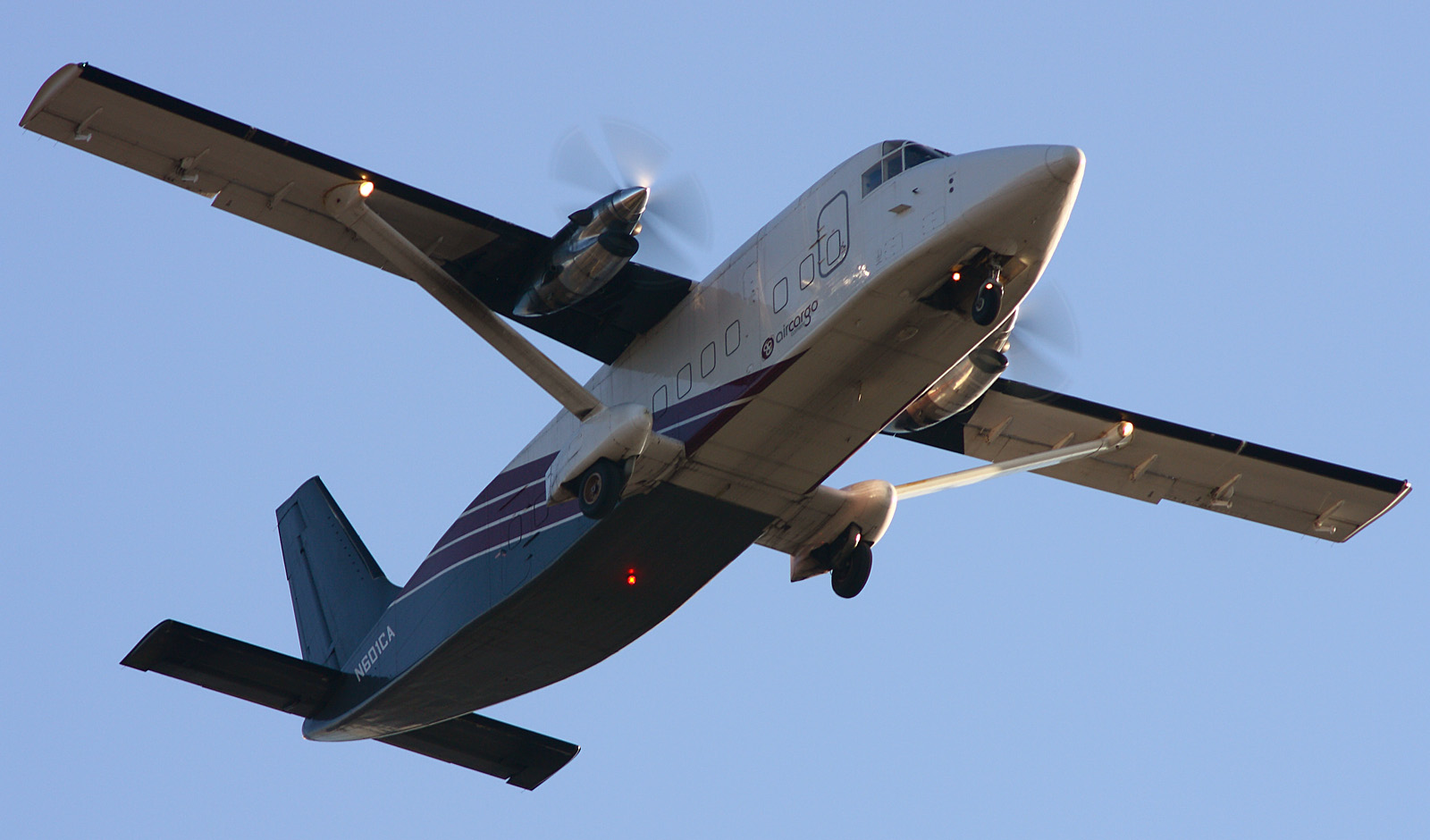
Short 360 de Air Cargo Carrier, 2009

Air Cargo Carriers es una aerolínea de carga con base en Milwaukee, Wisconsin, EE.UU. Fue fundada en 1986 y opera vuelos de alimentación de carga para UPS y DHL. Air Cargo Carriers, Inc. Es el mayor operador civil de aviones Shorts del mundo. Su base de operaciones principal es el Aeropuerto Internacional General Mitchell, Milwaukee.
ACC también cuenta con Certificados de Tipo Suplementarios (STC). Air Cargo ha desarrollado o adquirido STCs que le permiten convertir aviones de pasajeros en aviones de carga y modificaciones exclusivas del Short SD3-30 y el SD3-60 que le permite incrementar su valor y efectividad como avión de carga. Todos los Short SD3-30 y SD3-60 de Air Cargo han sido convertidos de la versión de pasajeros a la de carga con una puerta de carga ampliada y un suelo reforzado para realizar el embarque de carga de un modo más rápido y fácil. Además de poseer el STC para la conversión de aviones de Shorts Aircraft en aviones de carga, Air Cargo también los convierte en viviendas.
La división de aviónica e instrumentos se llama Milwaukee Avionics & Instruments.  Air Cargo también tiene uno de los mayores inventarios de piezas de Shorts de todo el mundo.

## Flota
La flota de Air Cargo Carriers incluye las siguientes aeronaves (en junio de 2008):
- 9 Short SD3-30 (N4498Y)
- 14 Short SD3-60-200
- 7 Short SD3-60-300
- 1 Beechcraft King Air 90